# Shazipo (köpinghuvudort i Kina, Guizhou Sheng, lat 28,22, long 108,48)
Shazipo (kinesiska: 沙子坡, 沙子坡镇) är en köpinghuvudort i Kina. Den ligger i provinsen Guizhou, i den sydvästra delen av landet, omkring 250 kilometer nordost om provinshuvudstaden Guiyang. Antalet invånare är 16 689. Befolkningen består av 8 128 kvinnor och 8 561 män. Barn under 15 år utgör 32 %, vuxna 15-64 år 55 %, och äldre över 65 år 12,0 %.